# Eriosema kwangoense
Eriosema kwangoense är en ärtväxtart som beskrevs av Lucien Leon Hauman. Eriosema kwangoense ingår i släktet Eriosema och familjen ärtväxter. Inga underarter finns listade i Catalogue of Life.